# 보국대장군
보국대장군(輔國大將軍)은 과거 존재했던 관직이다. 고려에서는 정2품 무관의 품계로서 존재했다.